# Viduidae
I Viduidi (Viduidae Cabanis, 1841) sono una famiglia di uccelli appartenente all'ordine dei Passeriformi.

## Descrizione
Alla famiglia vengono ascritti uccelli anche piuttosto differenti fra loro, caratterizzati però da piccola taglia e becco conico e robusto da granivori. Si riconoscono tre gruppi morfologici in seno alla famiglia:
- le vedove propriamente dette, in cui il dimorfismo sessuale durante il periodo riproduttivo è estremo, con le femmine ed i maschi in eclissi (ossia al di fuori della stagione degli amori) che mostrano colorazione scialba e mimetica ed i maschi in amore che presentano livrea dominata dal nero lucido con aree bianche, beige o bruno-rossicce e soprattutto penne caudali estremamente allungate, anche più del doppio rispetto alla lunghezza corporea;
- i combassù, in cui il dimorfismo sessuale è meno accentuato ed i sessi presentano taglia simile, ma piumaggio di differente colore, nero con riflessi metallici nei maschi e bruno/sabbia screziato nelle femmine;
- il tessitore parassita, unica specie in cui nel piumaggio predomina il giallo.

Anche le dimensioni sono piuttosto variabili: mentre i combassù e il tessitore parassita si mantengono attorno ai 10-12 cm di lunghezza, i maschi in amore delle specie di vedova di maggiori dimensioni (come la vedova del Togo) possono sfiorare e addirittura superare i 40 cm di lunghezza, per tre quarti rappresentati dalle lunghe penne caudali.

## Distribuzione e habitat
Tutte le specie ascritte alla famiglia sono diffuse in Africa subsahariana, con alcune specie che hanno distribuzione panafricana, sebbene la maggior parte tenda a concentrarsi in Guinea: i viduidi sono abitatori della savana.

## Biologia
Si tratta di uccelli diurni che tendono a una moderata gregarietà: la loro dieta è in massima parte granivora.

Durante la stagione riproduttiva, che generalmente coincide con l'inizio della stagione delle piogge, i maschi assumono dopo la muta piumaggio più vivace, che utilizzano (competendo fra loro in parate nuziali anche elaborate) per far colpo ed accoppiarsi col maggior numero possibile di femmine.

Tutte le specie ascritte alla famiglia mostrano parassitismo di cova nei confronti degli estrildidi: ciascuna specie ha un certo numero di specie bersaglio, delle quali imita i richiami e la colorazione delle uova (così come colorazione e disposizione di gola ed escrescenze carnose ai lati del becco dei nidiacei). A differenza di altre specie che mostrano tale comportamento (come cuculidi e indicatoridi), tuttavia, i nidiacei dei viduidi non eliminano il resto della nidiata.

## Tassonomia
Il nome scientifico dei Viduidae deriva dal nome del suo genere più rappresentativo, appunto Vidua, e venne scelto nel 1841 dall'ornitologo tedesco Jean Louis Cabanis.
La sistematica delle vedove è stata piuttosto travagliata: considerate di volta in volta una sottofamiglia dei Ploceidae (Viduinae) o una tribù degli Estrildinae (Viduini), attualmente si ritiene più corretta l'elevazione del taxon al rango di famiglia a sé stante, filogeneticamente vicino ai peucedramidi e agli estrildidi.
Alla famiglia vengono ascritti due generi:
- Anomalospiza Shelley, 1901 (1 sp.)
- Vidua Cuvier, 1816 (19 spp.)